# Maison de la terreur
La Maison de la terreur (en hongrois : Terror Háza) est un musée hongrois qui se donne pour objet de retracer l'histoire des régimes fasciste et communiste en Hongrie. Créé à Budapest en 2000 sous le gouvernement de Viktor Orbán, il est situé dans un lieu hautement symbolique au 60, Andrássy út à proximité d'Oktogon, qui après avoir été le siège du Parti des Croix fléchées jusqu'en 1944, est transformé sous le régime de la République populaire de Hongrie en quartier général de la police politique communiste, l'AVH.

## Histoire
Fondé à l'initiative de la Fondation pour la recherche et l'étude de l'histoire et des sociétés d'Europe centrale et de l'Est, le lieu se veut avant tout un endroit de mémoire en l'honneur des victimes des deux dictatures.
Les agissements des pouvoirs fasciste et communiste y sont représentées et expliquées sous forme de reconstitution, de projection de documents d'époque : la politique du parti des Croix fléchées, de Ferenc Szálasi, le parti hongrois d'inspiration nazie, que les envahisseurs allemands mettent au pouvoir dès l'occupation de la Hongrie en 1944. Suivent ensuite les différentes exactions commises par les gouvernants communistes et la politique de terreur appliquée par les dirigeants du Parti socialiste ouvrier hongrois (Magyar Szocialista Munkáspárt, MSzMP) : les déportations vers le Goulag soviétique, les meurtres politiques, les interrogatoires, le contraste entre les persécutions et le culte des grandes figures du parti.

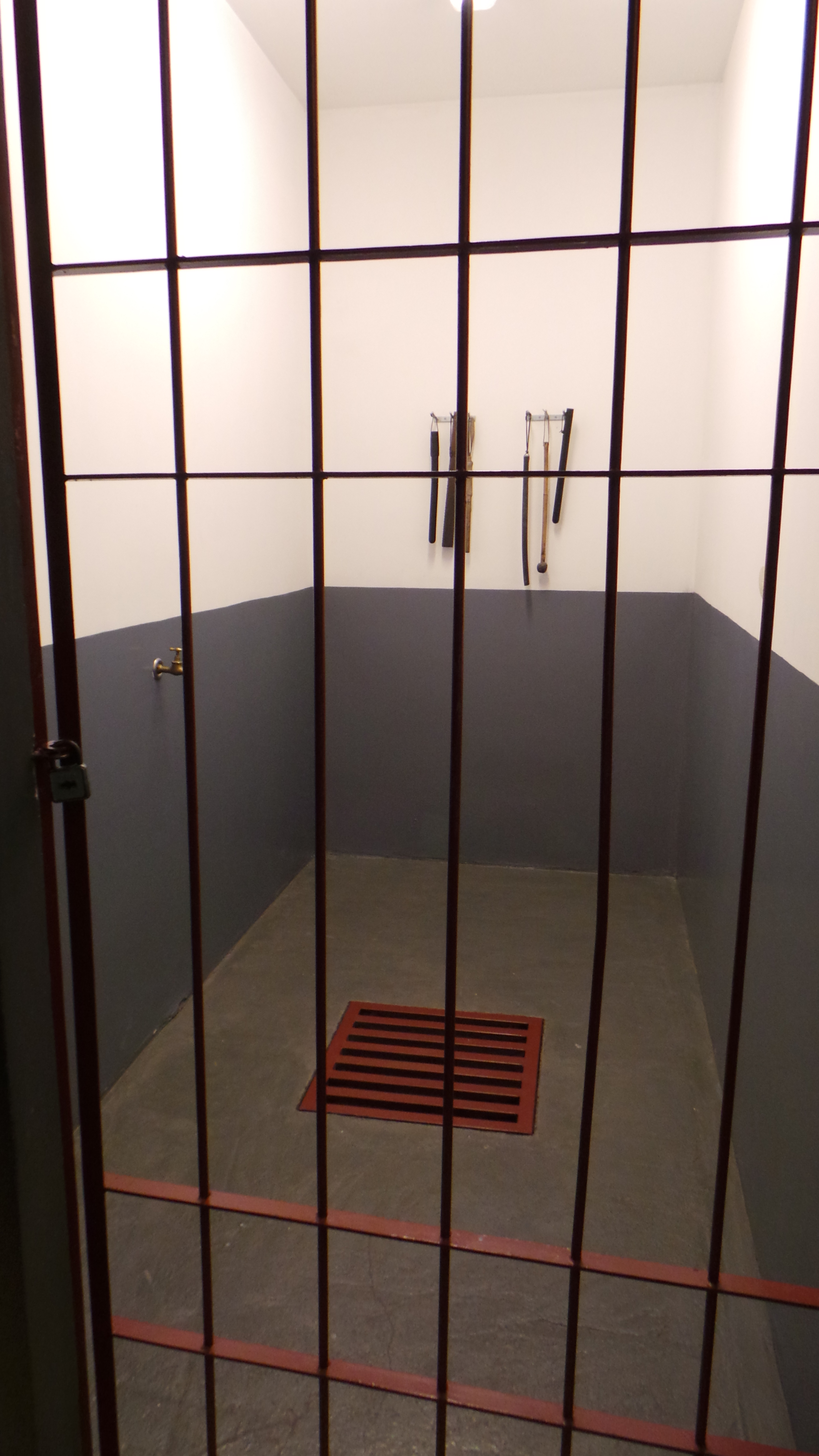
Une cellule.

Respectant un parcours chronologique, la visite se termine par les caves du bâtiment, dans les cellules des prisonniers politiques et leurs instruments de torture, où, après une reconstitution des barricades de l'insurrection de Budapest de 1956, les actualités de la chute du communisme sont diffusées.
L'ouverture du musée, de par la mise en équivalence des régimes fasciste et communiste, a suscité à l'époque de nombreuses controverses. Sur les plus de trente salles que contient le musée, seules deux étaient consacrées aux Croix fléchées.
Il est dirigé depuis sa fondation par l'historienne Mária Schmidt (en), une conseillère de Viktor Orbán et l'une des figures marquantes de la « démocratie illibérale ».